# Lieser (flod)
Lieser (tyskt uttal: [ˈliːzɐ] (lyssna)) är en liten flod i Rheinland-Pfalz, Tyskland, en vänsterbiflod till Mosel. Den rinner upp i Eifel, nära Boxberg, norr om Daun. Lieser rinner söderut genom Daun, Manderscheid och Wittlich. Den rinner ut i Mosel väster om byn Lieser.